# Mims (miejscowość)
Mims – jednostka osadnicza w Stanach Zjednoczonych, w stanie Floryda, w hrabstwie Brevard.